# Llista d'episodis de Brooklyn Nine-Nine

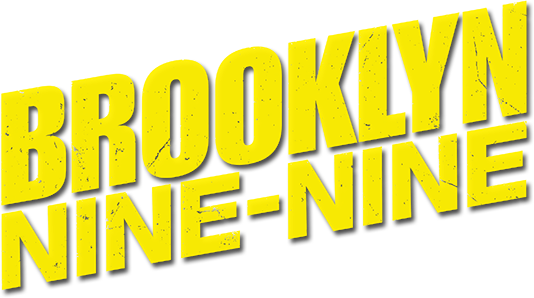

Brooklyn Nine-Nine és una sèrie de televisió de comèdia nord-americana creada per Dan Goor i Michael Schur que es va estrenar a Fox el 17 de setembre de 2013. L'any 2019 la sèrie es va començar a emetre per NBC i l'últim capítol va ser emès el 16 de setembre de 2021, després de 8 temporades i 153 episodis. La sèrie gira al voltant de Jake Peralta (Andy Samberg), un detectiu de la NYPD immadur però amb talent al 99th Precinct de Brooklyn, que entra en conflicte amb el seu nou comandant, el seriós i sever Captain Raymond Holt (Andre Braugher).

## Episodis

### Temporada 1 (2013–14)
| Núm. total | Núm. de la temporada | Títol                       | Direcció                       | Guió                            | Data d'emissió original | Codi de prod. |
| ---------- | -------------------- | --------------------------- | ------------------------------ | ------------------------------- | ----------------------- | ------------- |
| 1          | 1                    | «Pilot»                     | Phil Lord & Christopher Miller | Dan Goor & Michael Schur        | 17 de setembre de 2013  | 101           |
| 2          | 2                    | «The Tagger»                | Craig Zisk                     | Norm Hiscock                    | 24 de setembre de 2013  | 102           |
| 3          | 3                    | «The Slump»                 | Julie Anne Robinson            | Prentice Penny                  | 1 d'octubre de 2013     | 105           |
| 4          | 4                    | «M.E. Time»                 | Troy Miller                    | Gil Ozeri                       | 8 d'octubre de 2013     | 106           |
| 5          | 5                    | «The Vulture»               | Jason Ensler                   | Laura McCreary                  | 15 d'octubre de 2013    | 104           |
| 6          | 6                    | «Halloween»                 | Dean Holland                   | Lesley Arfin                    | 22 d'octubre de 2013    | 107           |
| 7          | 7                    | «48 Hours»                  | Peter Lauer                    | Luke Del Tredici                | 5 de novembre de 2013   | 103           |
| 8          | 8                    | «Old School»                | Beth McCarthy-Miller           | Gabe Liedman                    | 12 de novembre de 2013  | 109           |
| 9          | 9                    | «Sal's Pizza»               | Craig Zisk                     | Lakshmi Sundaram                | 19 de novembre de 2013  | 108           |
| 10         | 10                   | «Thanksgiving»              | Jorma Taccone                  | Luke Del Tredici                | 26 de novembre de 2013  | 110           |
| 11         | 11                   | «Christmas»                 | Jake Szymanski                 | Dan Goor                        | 3 de desembre de 2013   | 111           |
| 12         | 12                   | «Pontiac Bandit»            | Craig Zisk                     | Norm Hiscock & Lakshmi Sundaram | 7 de gener de 2014      | 113           |
| 13         | 13                   | «The Bet»                   | Julian Farino                  | Laura McCreary                  | 14 de gener de 2014     | 112           |
| 14         | 14                   | «The Ebony Falcon»          | Michael Blieden                | Prentice Penny                  | 21 de gener de 2014     | 114           |
| 15         | 15                   | «Operation: Broken Feather» | Julie Anne Robinson            | Dan Goor & Michael Schur        | 2 de febrer de 2014     | 116           |
| 16         | 16                   | «The Party»                 | Michael Engler                 | Gil Ozeri & Gabe Liedman        | 4 de febrer de 2014     | 115           |
| 17         | 17                   | «Full Boyle»                | Craig Zisk                     | Norm Hiscock                    | 11 de febrer de 2014    | 117           |
| 18         | 18                   | «The Apartment»             | Tucker Gates                   | David Quandt                    | 25 de febrer de 2014    | 118           |
| 19         | 19                   | «Tactical Village»          | Fred Goss                      | Luke Del Tredici                | 4 de març de 2014       | 119           |
| 20         | 20                   | «Fancy Brudgom»             | Victor Nelli, Jr.              | Laura McCreary                  | 11 de març de 2014      | 120           |
| 21         | 21                   | «Unsolvable»                | Ken Whittingham                | Prentice Penny                  | 18 de març de 2014      | 121           |
| 22         | 22                   | «Charges and Specs»         | Akiva Schaffer                 | Gabe Liedman & Gil Ozeri        | 25 de març de 2014      | 122           |

### Temporada 2 (2014–15)
| Núm. total | Núm. de la temporada | Títol                        | Direcció             | Guió                                    | Data d'emissió original | Codi de prod. |
| ---------- | -------------------- | ---------------------------- | -------------------- | --------------------------------------- | ----------------------- | ------------- |
| 23         | 1                    | «Undercover»                 | Dean Holland         | Luke Del Tredici                        | 28 de setembre de 2014  | 201           |
| 24         | 2                    | «Chocolate Milk»             | Fred Goss            | Gabe Liedman                            | 5 d'octubre de 2014     | 202           |
| 25         | 3                    | «The Jimmy Jab Games»        | Rebecca Asher        | Lakshmi Sundaram                        | 12 d'octubre de 2014    | 203           |
| 26         | 4                    | «Halloween II»               | Eric Appel           | Prentice Penny                          | 19 d'octubre de 2014    | 204           |
| 27         | 5                    | «The Mole»                   | Victor Nelli, Jr.    | Laura McCreary                          | 2 de novembre de 2014   | 205           |
| 28         | 6                    | «Jake and Sophia»            | Michael McDonald     | Tricia McAlpin & David Phillips         | 9 de novembre de 2014   | 206           |
| 29         | 7                    | «Lockdown»                   | Linda Mendoza        | Luke Del Tredici                        | 16 de novembre de 2014  | 208           |
| 30         | 8                    | «USPIS»                      | Ken Whittingham      | Brian Reich                             | 23 de novembre de 2014  | 207           |
| 31         | 9                    | «The Road Trip»              | Beth McCarthy-Miller | Brigitte Munoz-Liebowitz                | 30 de novembre de 2014  | 209           |
| 32         | 10                   | «The Pontiac Bandit Returns» | Max Winkler          | Matt O'Brien                            | 7 de desembre de 2014   | 210           |
| 33         | 11                   | «Stakeout»                   | Tristram Shapeero    | Laura McCreary & Tricia McAlpin         | 14 de desembre de 2014  | 211           |
| 34         | 12                   | «Beach House»                | Tim Kirkby           | Lakshmi Sundaram & David Phillips       | 4 de gener de 2015      | 212           |
| 35         | 13                   | «Payback»                    | Victor Nelli, Jr.    | Norm Hiscock & Brigitte Munoz-Liebowitz | 11 de gener de 2015     | 213           |
| 36         | 14                   | «The Defense Rests»          | Jamie Babbit         | Prentice Penny & Matt O'Brien           | 25 de gener de 2015     | 214           |
| 37         | 15                   | «Windbreaker City»           | Craig Zisk           | Gabe Liedman                            | 8 de febrer de 2015     | 215           |
| 38         | 16                   | «The Wednesday Incident»     | Claire Scanlon       | Laura McCreary                          | 15 de febrer de 2015    | 216           |
| 39         | 17                   | «Boyle-Linetti Wedding»      | Dean Holland         | Matt O'Brien                            | 1 de març de 2015       | 217           |
| 40         | 18                   | «Captain Peralta»            | Eric Appel           | Dan Goor                                | 8 de març de 2015       | 218           |
| 41         | 19                   | «Sabotage»                   | Jay Karas            | Brian Reich                             | 15 de març de 2015      | 219           |
| 42         | 20                   | «AC/DC»                      | Linda Mendoza        | Kylie Condon                            | 26 d'abril de 2015      | 222           |
| 43         | 21                   | «Det. Dave Majors»           | Michael McDonald     | Gabe Liedman & Lakshmi Sundaram         | 3 de maig de 2015       | 220           |
| 44         | 22                   | «The Chopper»                | Phil Traill          | Tricia McAlpin & David Phillips         | 10 de maig de 2015      | 221           |
| 45         | 23                   | «Johnny and Dora»            | Dean Holland         | Luke Del Tredici                        | 17 de maig de 2015      | 223           |

### Temporada 3 (2015–16)
| Núm. total | Núm. de la temporada | Títol               | Direcció          | Guió                                  | Data d'emissió original | Codi de prod. |
| ---------- | -------------------- | ------------------- | ----------------- | ------------------------------------- | ----------------------- | ------------- |
| 46         | 1                    | «New Captain»       | Michael Schur     | Matt Murray                           | 27 de setembre de 2015  | 301           |
| 47         | 2                    | «The Funeral»       | Claire Scanlon    | Luke Del Tredici                      | 4 d'octubre de 2015     | 302           |
| 48         | 3                    | «Boyle's Hunch»     | Trent O'Donnell   | Tricia McAlpin                        | 11 d'octubre de 2015    | 304           |
| 49         | 4                    | «The Oolong Slayer» | Michael McDonald  | Gabe Liedman                          | 18 d'octubre de 2015    | 303           |
| 50         | 5                    | «Halloween III»     | Michael McDonald  | David Phillips                        | 25 d'octubre de 2015    | 305           |
| 51         | 6                    | «Into the Woods»    | Linda Mendoza     | Andrew Guest                          | 8 de novembre de 2015   | 306           |
| 52         | 7                    | «The Mattress»      | Dean Holland      | Laura McCreary                        | 15 de novembre de 2015  | 307           |
| 53         | 8                    | «Ava»               | Tristram Shapeero | Matt O'Brien                          | 22 de novembre de 2015  | 308           |
| 54         | 9                    | «The Swedes»        | Eric Appel        | Matt Murray                           | 6 de desembre de 2015   | 309           |
| 55         | 10                   | «Yippie Kayak»      | Rebecca Asher     | Lakshmi Sundaram                      | 13 de desembre de 2015  | 310           |
| 56         | 11                   | «Hostage Situation» | Max Winkler       | Phil Augusta Jackson                  | 5 de gener de 2016      | 312           |
| 57         | 12                   | «9 Days»            | Dean Holland      | Justin Noble                          | 19 de gener de 2016     | 311           |
| 58         | 13                   | «The Cruise»        | Michael Spiller   | Tricia McAlpin                        | 26 de gener de 2016     | 313           |
| 59         | 14                   | «Karen Peralta»     | Bruce McCulloch   | Alison Agosti & Gabe Liedman          | 2 de febrer de 2016     | 314           |
| 60         | 15                   | «The 9-8»           | Nisha Ganatra     | David Phillips                        | 9 de febrer de 2016     | 315           |
| 61         | 16                   | «House Mouses»      | Claire Scanlon    | Andrew Guest                          | 16 de febrer de 2016    | 316           |
| 62         | 17                   | «Adrian Pimento»    | Maggie Carey      | Luke Del Tredici                      | 23 de febrer de 2016    | 317           |
| 63         | 18                   | «Cheddar»           | Sense determinar  | Jessica Polonsky                      | 1 de març de 2016       | 318           |
| 64         | 19                   | «Terry Kitties»     | Michael McDonald  | Phil Augusta Jackson & Tricia McAlpin | 15 de març de 2016      | 319           |
| 65         | 20                   | «Paranoia»          | Payman Benz       | Gabe Liedman                          | 29 de març de 2016      | 320           |
| 66         | 21                   | «Maximum Security»  | Victor Nelli, Jr. | Laura McCreary                        | 5 d'abril de 2016       | 321           |
| 67         | 22                   | «Bureau»            | Ryan Case         | David Phillips & Alison Agosti        | 12 d'abril de 2016      | 322           |
| 68         | 23                   | «Greg and Larry»    | Dan Goor          | Andrew Guest & Phil Augusta Jackson   | 19 d'abril de 2016      | 323           |

### Temporada 4 (2016–17)
| Núm. total | Núm. de la temporada | Títol                   | Direcció                                  | Guió                                          | Data d'emissió original | Codi de prod.             |                   |                    |     |
| ---------- | -------------------- | ----------------------- | ----------------------------------------- | --------------------------------------------- | ----------------------- | ------------------------- | ----------------- | ------------------ | --- |
| 69         | 1                    | «Coral Palms: Part 1»   | Michael McDonald                          | Dan Goor                                      | 20 de setembre de 2016  | 401                       |                   |                    |     |
| 70         | 2                    | «Coral Palms»           | Trent O'Donnell                           | Tricia McAlpin                                | 27 de setembre de 2016  | 402                       |                   |                    |     |
| 71         | 3                    | «Coral Palms»           | Payman Benz                               | Justin Noble                                  | 4 d'octubre de 2016     | 403                       |                   |                    |     |
| 72         | 4                    | «The Night Shift»       | Tristram Shapeero                         | Matt Murray                                   | 11 d'octubre de 2016    | 404                       |                   |                    |     |
| 73         | 5                    | «Halloween IV»          | Claire Scanlon                            | Phil Augusta Jackson                          | 18 d'octubre de 2016    | 405                       |                   |                    |     |
| 74         | 6                    | «Monster in the Closet» | Nisha Ganatra                             | Andrew Guest                                  | 15 de novembre de 2016  | 407                       |                   |                    |     |
| 75         | 7                    | «Mr. Santiago»          | Alex Reid                                 | Neil Campbell                                 | 22 de novembre de 2016  | 408                       |                   |                    |     |
| 76         | 8                    | «Skyfire Cycle»         | Michael McDonald                          | David Phillips                                | 29 de novembre de 2016  | 406                       |                   |                    |     |
| 77         | 9                    | «The Overmining»        | Dean Holland                              | Luke Del Tredici                              | 6 de desembre de 2016   | 409                       |                   |                    |     |
| 78         | 10                   | «Captain Latvia»        | Jaffar Mahmood                            | Matt Lawton                                   | 13 de desembre de 2016  | 410                       |                   |                    |     |
| 79–80      | 11–12                | «The Fugitive»          | Rebecca Asher (ep.11) & Ryan Case (ep.12) | Carol Kolb (ep.11) & Jessica Polonsky (ep.12) | 1 de gener de 2017      | 411 (ep.11) & 412 (ep.12) |                   |                    |     |
| 79–80      | 11–12                | «The Fugitive»          | 81                                        | 13                                            | «The Audit»             | Beth McCarthy-Miller      | Carly Hallam Tosh | 11 d'abril de 2017 | 413 |
| 82         | 14                   | «Serve & Protect»       | Michael Schur                             | Andrew Guest & Alexis Wilkinson               | 18 d'abril de 2017      | 414                       |                   |                    |     |
| 83         | 15                   | «The Last Ride»         | Linda Mendoza                             | David Phillips                                | 25 d'abril de 2017      | 415                       |                   |                    |     |
| 84         | 16                   | «Moo Moo»               | Maggie Carey                              | Phil Augusta Jackson                          | 2 de maig de 2017       | 418                       |                   |                    |     |
| 85         | 17                   | «Cop-Con»               | Giovani Lampassi                          | Andy Gosche                                   | 9 de maig de 2017       | 416                       |                   |                    |     |
| 86         | 18                   | «Chasing Amy»           | Luke Del Tredici                          | Matt Lawton                                   | 9 de maig de 2017       | 417                       |                   |                    |     |
| 87         | 19                   | «Your Honor»            | Michael McDonald                          | David Phillips & Carly Hallam Tosh            | 16 de maig de 2017      | 419                       |                   |                    |     |
| 88         | 20                   | «The Slaughterhouse»    | Victor Nelli Jr.                          | Neil Campbell                                 | 16 de maig de 2017      | 420                       |                   |                    |     |
| 89         | 21                   | «The Bank Job»          | Matthew Nodella                           | Carol Kolb                                    | 23 de maig de 2017      | 421                       |                   |                    |     |
| 90         | 22                   | «Crime and Punishment»  | Dan Goor                                  | Justin Noble & Jessica Polonsky               | 23 de maig de 2017      | 422                       |                   |                    |     |

### Temporada 5 (2017−18)
| Núm. total | Núm. de la temporada | Títol                   | Direcció             | Guió                             | Data d'emissió original | Codi de prod. |
| ---------- | -------------------- | ----------------------- | -------------------- | -------------------------------- | ----------------------- | ------------- |
| 91         | 1                    | «The Big House: Part 1» | Tristram Shapeero    | Luke Del Tredici                 | 26 de setembre de 2017  | 501           |
| 92         | 2                    | «The Big House: Part 2» | Michael McDonald     | Justin Noble                     | 3 d'octubre de 2017     | 502           |
| 93         | 3                    | «Kicks»                 | Eric Appel           | Andrew Guest                     | 10 d'octubre de 2017    | 503           |
| 94         | 4                    | «HalloVeen»             | Jamie Babbit         | Dan Goor                         | 17 d'octubre de 2017    | 504           |
| 95         | 5                    | «Bad Beat»              | Kat Coiro            | Carol Kolb                       | 7 de novembre de 2017   | 505           |
| 96         | 6                    | «The Venue»             | Cortney Carrillo     | Matt Lawton                      | 14 de novembre de 2017  | 506           |
| 97         | 7                    | «Two Turkeys»           | Alex Reid            | David Phillips                   | 21 de novembre de 2017  | 507           |
| 98         | 8                    | «Return to Skyfire»     | Linda Mendoza        | Neil Campbell                    | 28 de novembre de 2017  | 508           |
| 99         | 9                    | «99»                    | Payman Benz          | Andy Bobrow                      | 5 de desembre de 2017   | 509           |
| 100        | 10                   | «Game Night»            | Tristram Shapeero    | Justin Noble & Carly Hallam Tosh | 12 de desembre de 2017  | 510           |
| 101        | 11                   | «The Favor»             | Victor Nelli Jr.     | Aeysha Carr                      | 12 de desembre de 2017  | 511           |
| 102        | 12                   | «Safe House»            | Nisha Ganatra        | Andy Gosche                      | 18 de març de 2018      | 512           |
| 103        | 13                   | «The Negotiation»       | Linda Mendoza        | Phil Augusta Jackson             | 25 de març de 2018      | 513           |
| 104        | 14                   | «The Box»               | Claire Scanlon       | Luke Del Tredici                 | 1 d'abril de 2018       | 516           |
| 105        | 15                   | «The Puzzle Master»     | Akiva Schaffer       | Lang Fisher                      | 8 d'abril de 2018       | 514           |
| 106        | 16                   | «NutriBoom»             | Trent O'Donnell      | David Phillips                   | 15 d'abril de 2018      | 515           |
| 107        | 17                   | «DFW»                   | Jaffar Mahmood       | Jeff Topolski                    | 15 d'abril de 2018      | 518           |
| 108        | 18                   | «Gray Star Mutual»      | Giovani Lampassi     | Jessica Polonsky                 | 22 d'abril de 2018      | 517           |
| 109        | 19                   | «Bachelor/ette Party»   | Beth McCarthy-Miller | Carly Hallam Tosh                | 29 d'abril de 2018      | 519           |
| 110        | 20                   | «Show Me Going»         | Maggie Carey         | Phil Augusta Jackson             | 6 de maig de 2018       | 520           |
| 111        | 21                   | «White Whale»           | Matthew Nodella      | Matt Lawton & Carol Kolb         | 13 de maig de 2018      | 521           |
| 112        | 22                   | «Jake & Amy»            | Dan Goor             | Dan Goor & Luke Del Tredici      | 20 de maig de 2018      | 522           |

### Temporada 6 (2018−19)
| Núm. total | Núm. de la temporada | Títol                   | Direcció             | Guió                         | Data d'emissió original | Codi de prod. |
| ---------- | -------------------- | ----------------------- | -------------------- | ---------------------------- | ----------------------- | ------------- |
| 113        | 1                    | «Honeymoon»             | Giovani Lampassi     | Neil Campbell                | 10 de gener de 2019     | 601           |
| 114        | 2                    | «Hitchcock & Scully»    | Cortney Carrillo     | Lang Fisher                  | 17 de gener de 2019     | 602           |
| 115        | 3                    | «The Tattler»           | Jennifer Arnold      | David Phillips               | 24 de gener de 2019     | 603           |
| 116        | 4                    | «Four Movements»        | Luke Del Tredici     | Phil Augusta Jackson         | 31 de gener de 2019     | 604           |
| 117        | 5                    | «A Tale of Two Bandits» | Cortney Carrillo     | Luke Del Tredici             | 7 de febrer de 2019     | 605           |
| 118        | 6                    | «The Crime Scene»       | Michael McDonald     | Justin Noble                 | 14 de febrer de 2019    | 606           |
| 119        | 7                    | «The Honeypot»          | Phil Augusta Jackson | Carol Kolb                   | 21 de febrer de 2019    | 607           |
| 120        | 8                    | «He Said, She Said»     | Stephanie Beatriz    | Lang Fisher                  | 28 de febrer de 2019    | 609           |
| 121        | 9                    | «The Golden Child»      | Claire Scanlon       | Neil Campbell                | 7 de març de 2019       | 610           |
| 122        | 10                   | «Gintars»               | Linda Mendoza        | Andy Gosche                  | 14 de març de 2019      | 611           |
| 123        | 11                   | «The Therapist»         | Rebecca Addelman     | Jeff Topolski                | 21 de març de 2019      | 608           |
| 124        | 12                   | «Casecation»            | Beth McCarthy-Miller | Luke Del Tredici             | 11 d'abril de 2019      | 612           |
| 125        | 13                   | «The Bimbo»             | Joe Lo Truglio       | Paul Welsh & Madeline Walter | 18 d'abril de 2019      | 613           |
| 126        | 14                   | «Ticking Clocks»        | Payman Benz          | Carol Kolb                   | 25 d'abril de 2019      | 615           |
| 127        | 15                   | «Return of the King»    | Melissa Fumero       | Phil Augusta Jackson         | 2 de maig de 2019       | 614           |
| 128        | 16                   | «Cinco de Mayo»         | Rebecca Asher        | David Phillips               | 9 de maig de 2019       | 616           |
| 129        | 17                   | «Sicko»                 | Matthew Nodella      | Justin Noble                 | 16 de maig de 2019      | 617           |
| 130        | 18                   | «Suicide Squad»         | Dan Goor             | Dan Goor & Luke Del Tredici  | 16 de maig de 2019      | 618           |

### Temporada 7 (2019−20)
| Núm. total | Núm. de la temporada | Títol                    | Direcció         | Guió                             | Data d'emissió original | Codi de prod. |
| ---------- | -------------------- | ------------------------ | ---------------- | -------------------------------- | ----------------------- | ------------- |
| 131        | 1                    | «Manhunter»              | Cortney Carrillo | David Phillips                   | 6 de febrer de 2020     | 701           |
| 132        | 2                    | «Captain Kim»            | Luke Del Tredici | Carol Kolb                       | 6 de febrer de 2020     | 702           |
| 133        | 3                    | «Pimemento»              | Michael McDonald | Justin Noble                     | 13 de febrer de 2020    | 703           |
| 134        | 4                    | «The Jimmy Jab Games II» | Neil Campbell    | Vanessa Ramos                    | 20 de febrer de 2020    | 704           |
| 135        | 5                    | «Debbie»                 | Claire Scanlon   | Marcy Jarreau                    | 27 de febrer de 2020    | 705           |
| 136        | 6                    | «Trying»                 | Kim Nguyen       | Evan Susser & Van Robichaux      | 5 de març de 2020       | 706           |
| 137        | 7                    | «Ding Dong»              | Claire Scanlon   | Jess Dweck                       | 12 de març de 2020      | 707           |
| 138        | 8                    | «The Takeback»           | Michael McDonald | Dewayne Perkins                  | 19 de març de 2020      | 708           |
| 139        | 9                    | «Dillman»                | Kyra Sedgwick    | Paul Welsh & Madeline Walter     | 26 de març de 2020      | 709           |
| 140        | 10                   | «Admiral Peralta»        | Linda Mendoza    | Neil Campbell                    | 2 d'abril de 2020       | 710           |
| 141        | 11                   | «Valloweaster»           | Matthew Nodella  | Luke Del Tredici & Jeff Topolski | 9 d'abril de 2020       | 711           |
| 142        | 12                   | «Ransom»                 | Rebecca Asher    | Nick Perdue & Beau Rawlins       | 16 d'abril de 2020      | 712           |
| 143        | 13                   | «Lights Out»             | Dan Goor         | Dan Goor & Luke Del Tredici      | 23 d'abril de 2020      | 713           |

### Temporada 7 (2020−21)
| Núm. total | Núm. de la temporada | Títol            | Direcció                                      | Guió                                                           | Data d'emissió original | Codi de prod.            |
| ---------- | -------------------- | ---------------- | --------------------------------------------- | -------------------------------------------------------------- | ----------------------- | ------------------------ |
| 144        | 1                    | «The Good Ones»  | Cortney Carrillo                              | David Phillips & Dewayne Perkins                               | 12 d'agost de 2021      | 802                      |
| 145        | 2                    | «The Lake House» | Kevin Bray                                    | Neil Campbell & Marcy Jarreau                                  | 12 d'agost de 2021      | 801                      |
| 146        | 3                    | «Blue Flu»       | Claire Scanlon                                | Carol Kolb & April Quioh                                       | 19 d'agost de 2021      | 803                      |
| 147        | 4                    | «Balancing»      | Daniella Eisman                               | Evan Susser & Van Robichaux                                    | 19 d'agost de 2021      | 804                      |
| 148        | 5                    | «PB & J»         | Gail Mancuso                                  | Lamar Woods & Jeff Topolski                                    | 26 d'agost de 2021      | 808                      |
| 149        | 6                    | «The Set Up»     | Maggie Carey                                  | Jess Dweck & Nick Perdue                                       | 26 d'agost de 2021      | 805                      |
| 150        | 7                    | «Game of Boyles» | Thembi Banks                                  | Paul Welsh & Madeline Walter                                   | 2 de setembre de 2021   | 806                      |
| 151        | 8                    | «Renewal»        | Beth McCarthy Miller                          | Stephanie A. Ritter & Beau Rawlins                             | 2 de setembre de 2021   | 807                      |
| 152–153    | 9–10                 | «The Last Day»   | Linda Mendoza (ep.9) & Claire Scanlon (ep.10) | Luke Del Tredici & Audrey E. Goodman (ep.9) & Dan Goor (ep.10) | 16 de setembre de 2021  | 809 (ep.9) & 810 (ep.10) |

## Episodis Web

### Detective Skills with Hitchcock and Scully
| Núm. | Títol                                 | Data d'estrena original | Durada |
| ---- | ------------------------------------- | ----------------------- | ------ |
| 1    | «Preparing for the Stakeout»          | 15 d'agost de 2015      | 1:51   |
| 2    | «How to Stay Awake During a Stakeout» | 6 de setembre de 2015   | 1:07   |
| 3    | «Processing the Perp»                 | 14 de setembre de 2015  | 2:05   |